# Цецкя
Цецкя (рум. Țețchea) — село у повіті Біхор у Румунії. Адміністративний центр комуни Цецкя.
Село розташоване на відстані 411 км на північний захід від Бухареста, 30 км на схід від Ораді, 101 км на захід від Клуж-Напоки.

## Населення
За даними перепису населення 2002 року у селі проживали 838 осіб.
Національний склад населення села:
| Національність | Кількість осіб | Відсоток |
| -------------- | -------------- | -------- |
| румуни         | 577            | 68,9%    |
| цигани         | 237            | 28,3%    |
| угорці         | 22             | 2,6%     |

Рідною мовою назвали:
| Мова      | Кількість осіб | Відсоток |
| --------- | -------------- | -------- |
| румунська | 805            | 96,1%    |
| угорська  | 21             | 2,5%     |
| циганська | 10             | 1,2%     |